# Lesklice horská
Lesklice horská (Somatochlora alpestris) je druh vážky z podřádu šídel. Vyskytuje se hlavně na severu Evropy a v horách střední Evropy. V celém Česku je to vzácný druh. Je zapsaná v červeném seznamu ohrožených druhů bezobratlých jako druh ohrožený.

## Popis
Zadeček lesklice horské má délku 32–35 mm. Hruď má tmavozelenou s kovovým leskem. Oči jsou lesklé, na temeni se dotýkají v přímce. Na čele mezi očima má dvě nespojené žluté skvrny. Křídla jsou čirá s rozpětím 63–72 mm. Plamka na křídlech je hnědá. Nohy má černé. Zadeček je skoro černý bez lesku.
Nymfa (larva) je dlouhá až 21 mm. Hřbet zadečku má bez trnů, zatímco na boku 8. a 9. článku zadečku má dlouhé ostré trny.

## Způsob života
Nymfy žijí v rašelinných vodách, kde se vyvíjí 3 roky. Dospělci létají většinou u břehu od července do září.